# Lill-Fisktjärnen, Västerbotten
Lill-Fisktjärnen är en sjö i Skellefteå kommun i Västerbotten och ingår i Rickleåns huvudavrinningsområde. Sjön har en area på 0,0341 kvadratkilometer och ligger 261,2 meter över havet.

## Delavrinningsområde
Lill-Fisktjärnen ingår i det delavrinningsområde (717793-170951) som SMHI kallar för Förgrening. Medelhöjden är 270 meter över havet och ytan är 33,32 kvadratkilometer. Det finns inga avrinningsområden uppströms utan avrinningsområdet är högsta punkten. Frödbäcken som avvattnar avrinningsområdet har biflödesordning 2, vilket innebär att vattnet flödar genom totalt 2 vattendrag innan det når havet efter 87 kilometer. Avrinningsområdet består mestadels av skog (52 procent) och sankmarker (42 procent). Avrinningsområdet har 0,75 kvadratkilometer vattenytor vilket ger det en sjöprocent på 2,3 procent.